# Institut für vergleichende Städtegeschichte
Das Institut für vergleichende Städtegeschichte (IStG) ist eine wissenschaftliche Forschungseinrichtung und ein An-Institut der Universität Münster mit Sitz in der Königsstraße in Münster. Aufgabe des Instituts ist es, die interdisziplinären Forschungen zur vergleichenden Städtegeschichte zu fördern. Wissenschaftliche Vorständin des IStG ist seit 2021 Ulrike Ludwig.

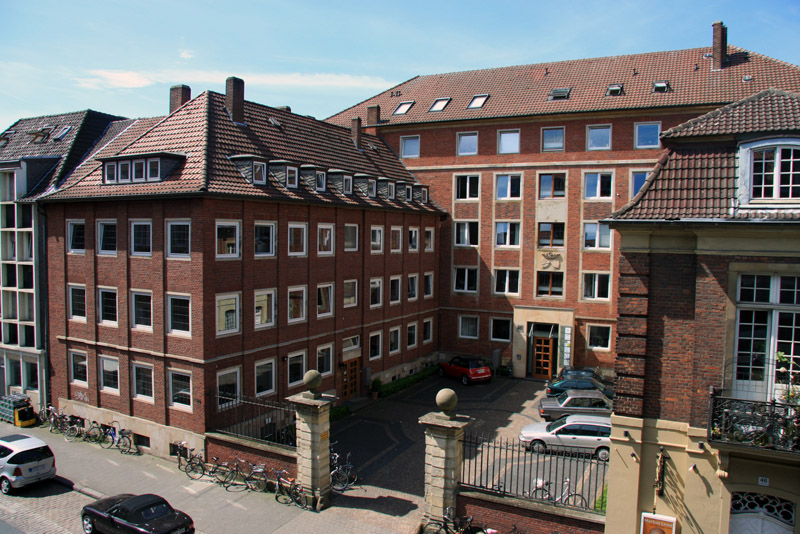
Institut für vergleichende Städtegeschichte

## Geschichte und Struktur
Das Institut für vergleichende Städtegeschichte entstand 1970 als wissenschaftliche Forschungseinrichtung des im Jahr zuvor gegründeten Kuratoriums für vergleichende Städtegeschichte e. V. mit dem Auftrag, interdisziplinäre Forschungen zur Städtegeschichte zu initiieren und zusammenzuführen. Angeregt wurde die Institutsgründung durch ein Forschungsprogramm, das von der Commission internationale pour l’histoire des villes (CIHV) des Internationalen Historikerverbandes bei ihrer Gründung in Rom 1955 entwickelt und bei ihrer Sitzung in Oxford 1969 präzisiert worden war. Der Gründung kam zugute, dass die Bestände der Marburger Forschungsstelle für Städtegeschichte übernommen werden konnten. Seit 1987 besitzt das IStG den Status eines An-Instituts der Westfälischen Wilhelms-Universität und seit dem 1. Januar 2005 wird es als gemeinnützige GmbH mit dem Namen „Institut für vergleichende Städtegeschichte – IStG – GmbH“ betrieben.
Ehemalige Institutsleiter:
- 1970–1979 Heinz Stoob
- 1979–1984 Wilfried Ehbrecht
- 1984–2007 Peter Johanek
- 2007–2021 Werner Freitag

## Anspruch und Aufgabenstellung
Anspruch des IStG ist es, der internationalen vergleichenden Städteforschung einen institutionellen Rahmen zu geben. Fragestellungen aus den Bereichen der Geschichte, Kunstgeschichte, Kartographie, Geographie und Soziologie werden im IStG auf das Untersuchungsfeld „Stadt“ bezogen und im Rahmen von Grundlagenforschungen oder wissenschaftlichen Forschungsprojekten untersucht. Entsprechend bilden die Erarbeitung von Städteatlanten, die Herausgabe von Handbüchern und Lexika, die Editionen schriftlicher und bildlicher Quellen zur Stadtgeschichte sowie bibliographische Publikationen die Basis der Arbeit. Zudem veranstaltet das IStG mit der Frühjahrstagung und dem Freitagskolloquium regelmäßig wissenschaftliche Veranstaltungen. Thematisch ist das IStG nicht auf Westfalen oder Deutschland beschränkt; die europäische Perspektive wird nicht zuletzt durch eine enge Zusammenarbeit mit internationalen Partnern gewahrt. Zeitlich konzentriert sich das IStG auf die europäische Städtegeschichte des Mittelalters, der frühen Neuzeit und des 19. und 20. Jahrhunderts.

## Projekte (Auswahl)
- Kartographie: Das IStG veröffentlicht seit seiner Gründung den „Westfälischen Städteatlas“, den „Deutschen Städteatlas“ und dessen Nachfolger, den „Deutschen Historischen Städteatlas“. Mit dem „Westfälischen“ und „Deutschen Historischen Städteatlas“ ist das IStG auch an dem multinationalen Projekt „Europäische Städteatlanten“ zur Erforschung der Ursprünge und Entwicklungen des europäischen Städtewesens beteiligt.

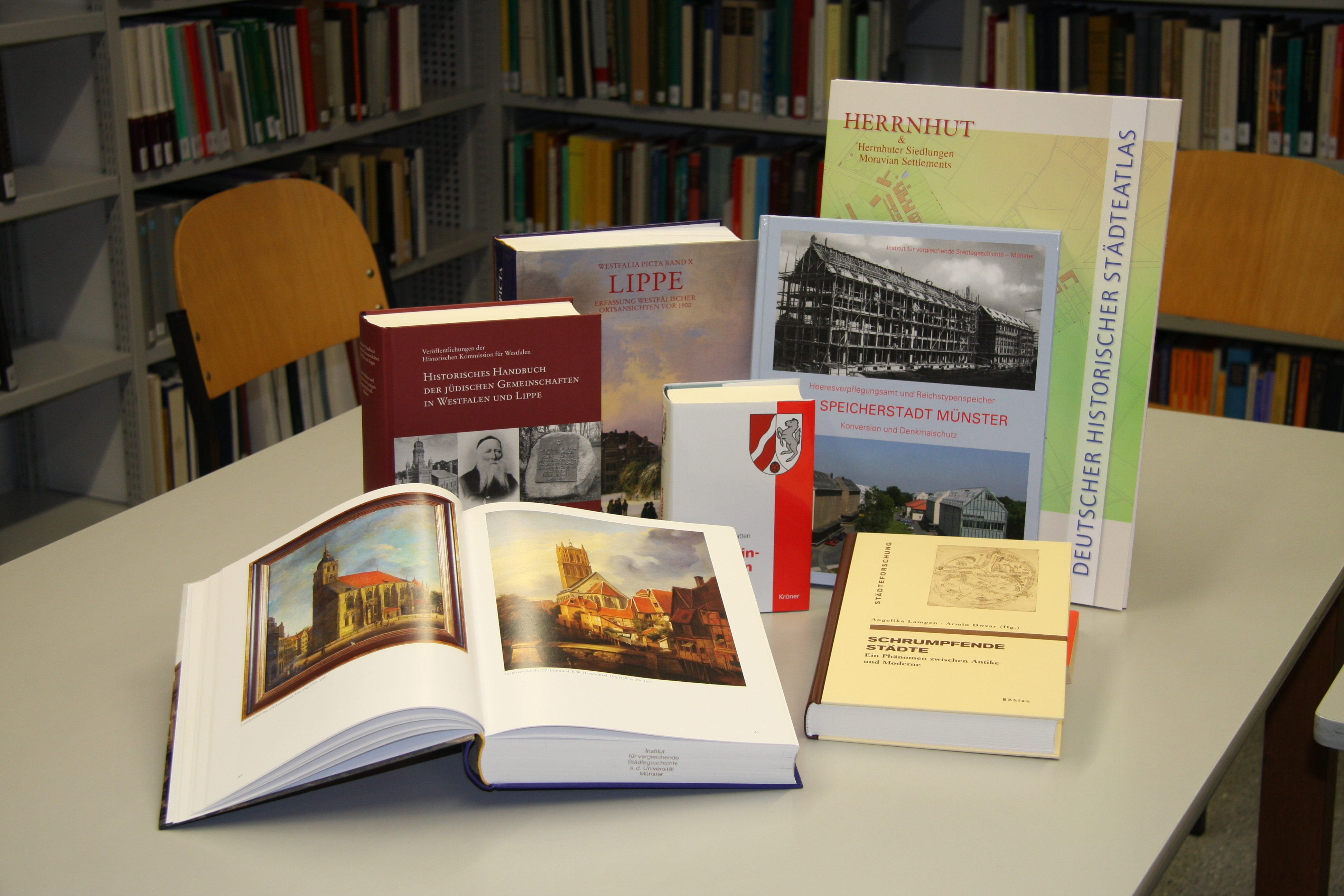
Veröffentlichungen

- Dehio-Handbuch der deutschen Kunstdenkmäler. NRW II Westfalen: Der vor mehr als 100 Jahren begründete und zuletzt 1969 erschienene Band „Westfalen“ wurde vom IStG in Zusammenarbeit mit der LWL-Denkmalpflege, Landschafts- und Baukultur in Westfalen in Gänze neu bearbeitet und 2011 veröffentlicht. Das Handbuch bietet Informationen zur Architektur, bildender Kunst und Geschichte der Denkmallandschaft in Westfalen.
- Westfalia Picta: Zwischen 1987 und 2007 erarbeitete das IStG zusammen mit dem LWL-Museum für Kunst und Kultur das zehnbändige Werk „Westfalia picta“. Das Projekt zielte darauf ab, alle Bildquellen Westfalens aus der Zeit vor der Fotografie zu sammeln und zugänglich zu machen. Eine Auswahl der Bildquellen aus Band VIII (Münsterland) der Reihe konnte in besonderer Weise vorgestellt werden, indem im Jahr 2003 eine CD-ROM mit Ansichten und Plänen der Stadt Münster des 16. bis 19. Jahrhunderts veröffentlicht wurde.
- Handbuch der Historischen Stätten NRW: Das „Handbuch der historischen Stätten“ ist ein lexikalisches Werk, das in informativen Kurztexten ausgewählte Orte der verschiedenen Regionen Deutschlands und anderer europäischer Länder vorstellt. In den Jahren 2000–2006 wurde in einer Kooperation der Landschaftsverbände Rheinland und Westfalen-Lippe mit dem IStG eine neue, überarbeitete Auflage des zuletzt 1970 erschienenen Bandes für Nordrhein-Westfalen erarbeitet.
- Internetportal Städtegeschichte.de: Aktuell laufen die Arbeiten an der Errichtung eines interdisziplinären und epochenübergreifenden Internetportals für Städtegeschichte. Ziel des Projektes ist es einerseits, fachwissenschaftliche Überblicke über die europäische Städtegeschichte zur Verfügung zu stellen und andererseits, die institutseigenen Datenbanken in einer Metasuche zu vernetzen. Eine Verbreitungskarte und interaktive Kartenangebote, entwickelt am Beispiel der Stadt Braunschweig, ergänzen das Angebot.

## Publikationen
In der Reihe Städteforschung A: Darstellungen werden Monographien und Sammelbände publiziert. Die Beiträge der jährlichen Frühjahrstagungen sowie anderer Tagungen mit stadtgeschichtlichem oder kartographischem Bezug erscheinen in dieser Reihe ebenso wie Qualifikationsarbeiten der Mitarbeiter und externer Wissenschaftler. Im Institut werden die Arbeiten wissenschaftlich lektoriert, redaktionell bearbeitet, professionell gesetzt und gestaltet. Zwischen 1976 und 2021 sind 102 Bände erschienen.
In der Reihe Städteforschung B: Handbücher erscheinen Nachschlagewerke zu unterschiedlichen Themen der vergleichenden Städtegeschichte. Die Reihe Städteforschung C veröffentlicht Editionen von Schrift- und Bildquellen zur Stadtgeschichte.

## Bibliothek und Sammlungen
Die institutseigene Bibliothek, deren Bestände durch den OPAC der Uni Münster erschlossen sind, umfasst ca. 60.000 Bände und ca. 120 laufend gehaltene Zeitschriften und ist die umfangreichste Fachbibliothek zur historischen Städteforschung in Deutschland. Es handelt sich um eine Präsenzbibliothek, jedoch können die Werke vom Benutzer nach Rücksprache ausgeliehen werden.

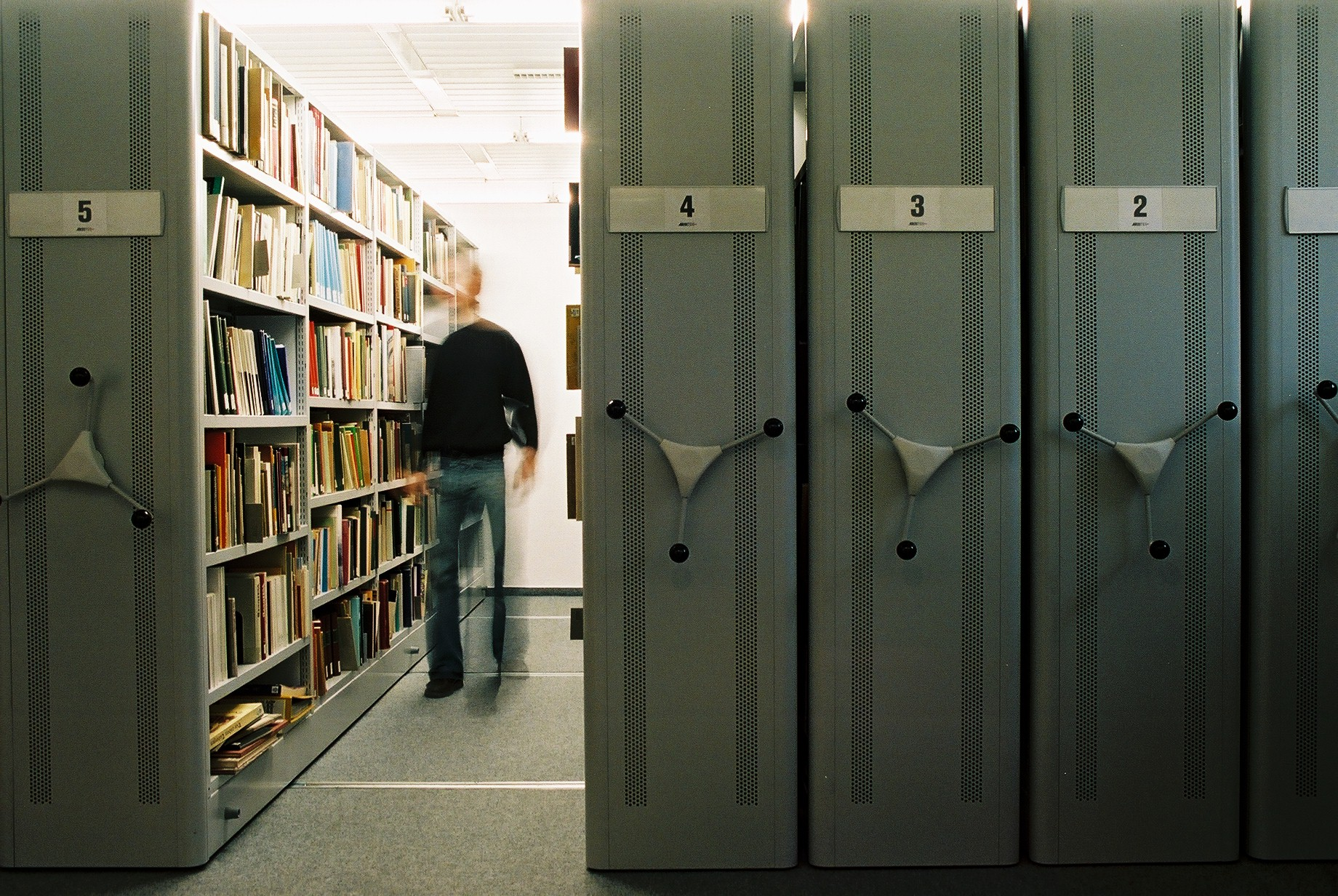
Bibliothek

Das IStG besitzt zahlreiche Materialien aus verschiedenen Nachlässen und eigener Sammlung. Sämtliche Medien können im Institut eingesehen werden.
- Karten: Die Sammlung umfasst ca. 20.000 topographische, historische und thematische Karten und Stadtpläne, von denen mehr als 6.000 in einer Datenbank zur Online-Recherche aufrufbar sind.
- Ansichtskarten: Das Ansichtskartenarchiv setzt sich aus verschiedenen Sammlungen zusammen und umfasst einen Bestand von ca. 46.000 Ansichtskarten. Die überwiegende Anzahl der Ansichtskarten zeigt Stadtansichten aus der Vorkriegszeit. Etwa 5.000 Ansichtskarten wurden bereits digitalisiert und sind in einer Datenbank aufrufbar.
- Diasammlung: Die Diasammlung bietet umfangreiches Bildmaterial zu zahlreichen Städten in Deutschland und Europa. Der Bestand setzt sich aus privaten Sammlungen und aus bei Exkursionen entstandenen Aufnahmen zusammen.